# Susan K. Bell
Susan K. Bell es una paleontóloga estadounidense, especialmente célebre por su obra Classification of Mammals Above the Species Level, escrita conjuntamente con Malcolm McKenna. Se trata de una obra que clasifica todos los mamíferos, vivientes o extintos, conocidos.